# Габбасово
Габбасово (баш. Ғәббәс) — деревня в Зианчуринском районе Башкортостана, входит в состав Муйнакского сельсовета.

## Население
| 1939 | 1959 | 1970 | 1979 | 1989 | 2002 | 2009 |
| ---- | ---- | ---- | ---- | ---- | ---- | ---- |
| 184  | ↘138 | ↗204 | ↘168 | ↘141 | ↗164 | ↗174 |
| 2010 |      |      |      |      |      |      |
| ↘118 |      |      |      |      |      |      |

Национальный состав
Согласно переписи 2002 года, преобладающая национальность — башкиры (99 %).

## География
Расстояние до:
- районного центра (Исянгулово): 43 км,
- центра сельсовета (Верхний Муйнак): 15 км,
- ближайшей ж/д станции (Саракташ): 79 км.

## История
Известны версии эпоса Урал-Батыр: версия, условно обозначаемая как этиологический миф, была записана в 1984 году у Шамсии Сафаргалиной в ауле Габбасово Зианчуринского района Башкортостана.

## Люди, связанные с селом
- Ахметова, Роза Саммигуловна (1924—2009) — инженер-технолог. Кандидат технических наук (1967).